# Rejon Bryczany
Rejon Bryczany – rejon administracyjny w północnej Mołdawii.

## Demografia
Liczba ludności w poszczególnych latach:
| 1959   | 1970   | 1979   | 1989   | 2004   | 2014   |
| ------ | ------ | ------ | ------ | ------ | ------ |
| 77 846 | 81 403 | 82 457 | 85 395 | 78 027 | 73 900 |